# Vlaaikensgang

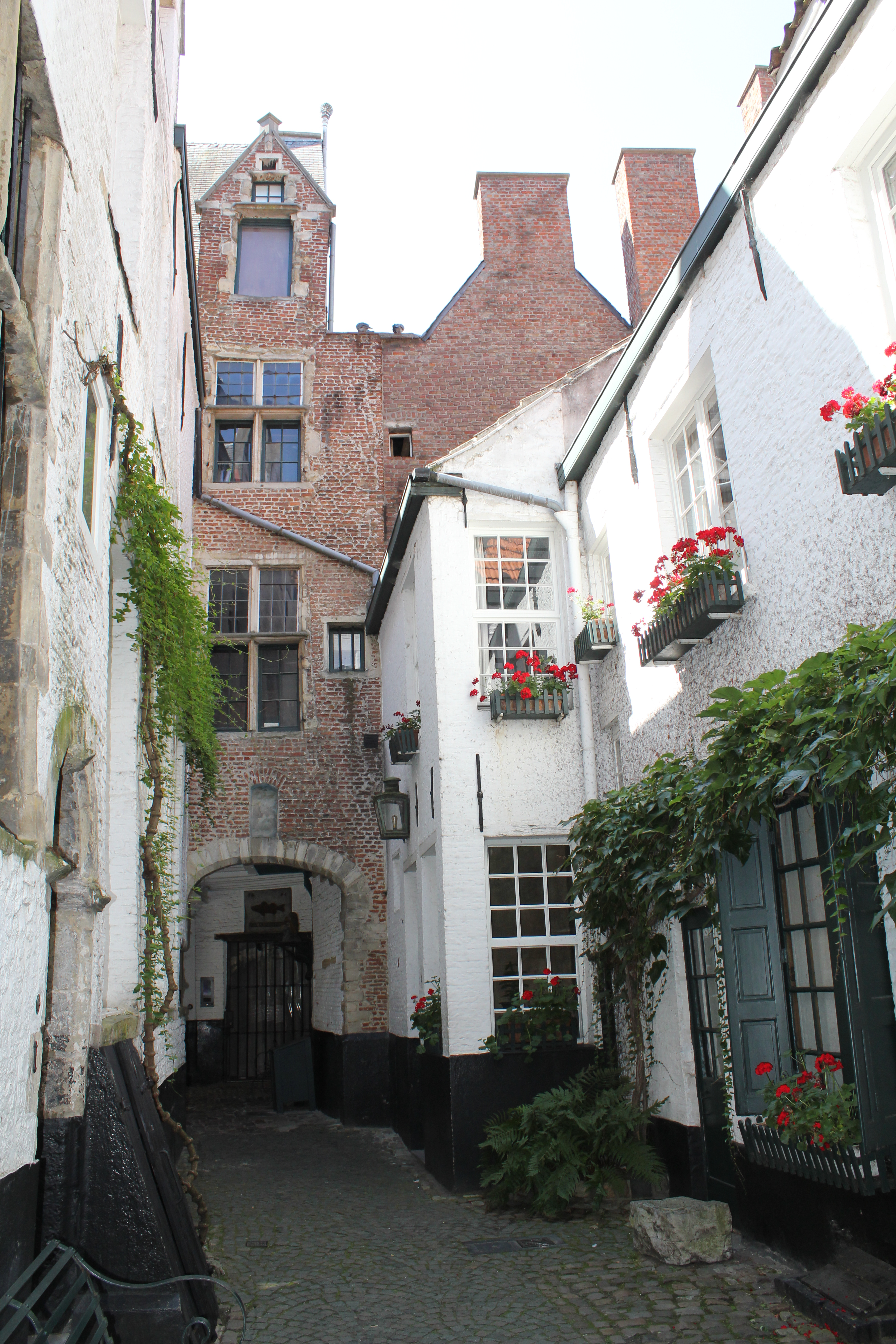
Vlaaikensgang (2024), eerste binnenplaats met doorgang naar de tweede binnenplaats

De Vlaaikensgang of Vlaeykensgang is een 16e-eeuws steegje in het historisch centrum van Antwerpen. Langs de kasseipaden bevinden zich in totaal elf authentieke achterhuizen die voornamelijk uit baksteen en zandsteen zijn vervaardigd. 

## Ontstaan
De Vlaaikensgang werd aangelegd in 1591 maar werd toen nog niet zo genoemd. Het aarden steegje verbond een wirwar van achterhuisjes, kelders en brandgangen. Het werd aanvankelijk gebruikt als doorsteek tussen de Hoogstraat, de Oude Koornmarkt en de Pelgrimstraat. In de 16de en 17de eeuw woonden hier schoenmakers die als bijverdienste ook de noodklokken van de Onze-Lieve-Vrouwekathedraal luidden. Dit straatje was ook een toevluchtsoord voor de allerarmsten van het gemeen (bedelaars, dieven) tijdens de Antwerpse Gouden Eeuw. Over de oorsprong van de naam Vlaaikensgang bestaan twee versies. Sommigen speculeren over het bestaan van een wafelhuis, anderen wijzen op het bestaan van een rijstpellerij in een aanpalend pand in de Hoogstraat waar rijstevlaaien werden gemaakt. De huidige, hobbelige kasseitjes werden pas aangelegd in de 19de eeuw. Toen werd het een beluik voor havelozen en werkloze (seizoens-) arbeiders die vanuit het platteland hun geluk kwamen beproeven in de stad.   

## Bezienswaardigheden
Tot 2020 had de Vlaaikensgang twee ingangen. De westelijke ingang van de Vlaaikensgang, aan de Hoogstraat 15, bestaat uit een grijze barokpoort van het zestiende-eeuwse diephuis “Grooten Gulden Schildt”. Deze omstreden ingang in een huidige horecazaak is sindsdien gesloten door een nieuwe eigenaar. De tweede, oostelijke ingang bevindt zich op de Oude Koornmarkt 16. Daar treft men de eerste binnenplaats aan, die getypeerd wordt door enkele witgeschilderde, in het verleden witgekalkte gevels met onderaan een zwartschilderde boord, voorheen een plakkerige, gepekte boord die diende om besmettelijke ziekten en epidemieën tegen te houden. De tweede binnenplaats bereikt men via een doorgang met een Christusbeeld.
De derde en laatste binnenplaats bestaat uit enkele huizen met lijstgevels. Hier bevindt zich ook “de Cluyse”, een diephuis uit de 14de eeuw met een laatgotische trapgevel aan de Oude Koornmarkt 24. Het pand werd in 1468 door de Stad Antwerpen geschonken aan de kooplieden van de Duitse Hanze. Langs deze binnenkoer loopt de uitgang naar de Pelgrimstraat 14. 
"Den Grooten Baars", een opvallende gevelsteen uit de 19e eeuw, is waarschijnlijk afkomstig van de, intussen afgebroken, Antwerpse Burg.
In de jaren 60 had men het plan om de zwaar onderkomen Vlaaikensgang af te breken om er een parking te bouwen, maar in 1969 werd de steeg opgekocht door antiquair en interieurarchitect Axel Vervoordt, die tevens voor de restauratie zorgde. Omwille van de historische, artistieke en esthetische waarde zijn de gevels en bedakingen van het complex 'Vlaeykensgang' sinds 1973 beschermd als monument.Sinds de jaren '80, (na 18 jaar restauratie) werd de pittoreske Vlaaikensgang een attractieve trekpleister voor toeristen, antiekwinkeltjes en (exclusieve) restaurants.

## Galerij

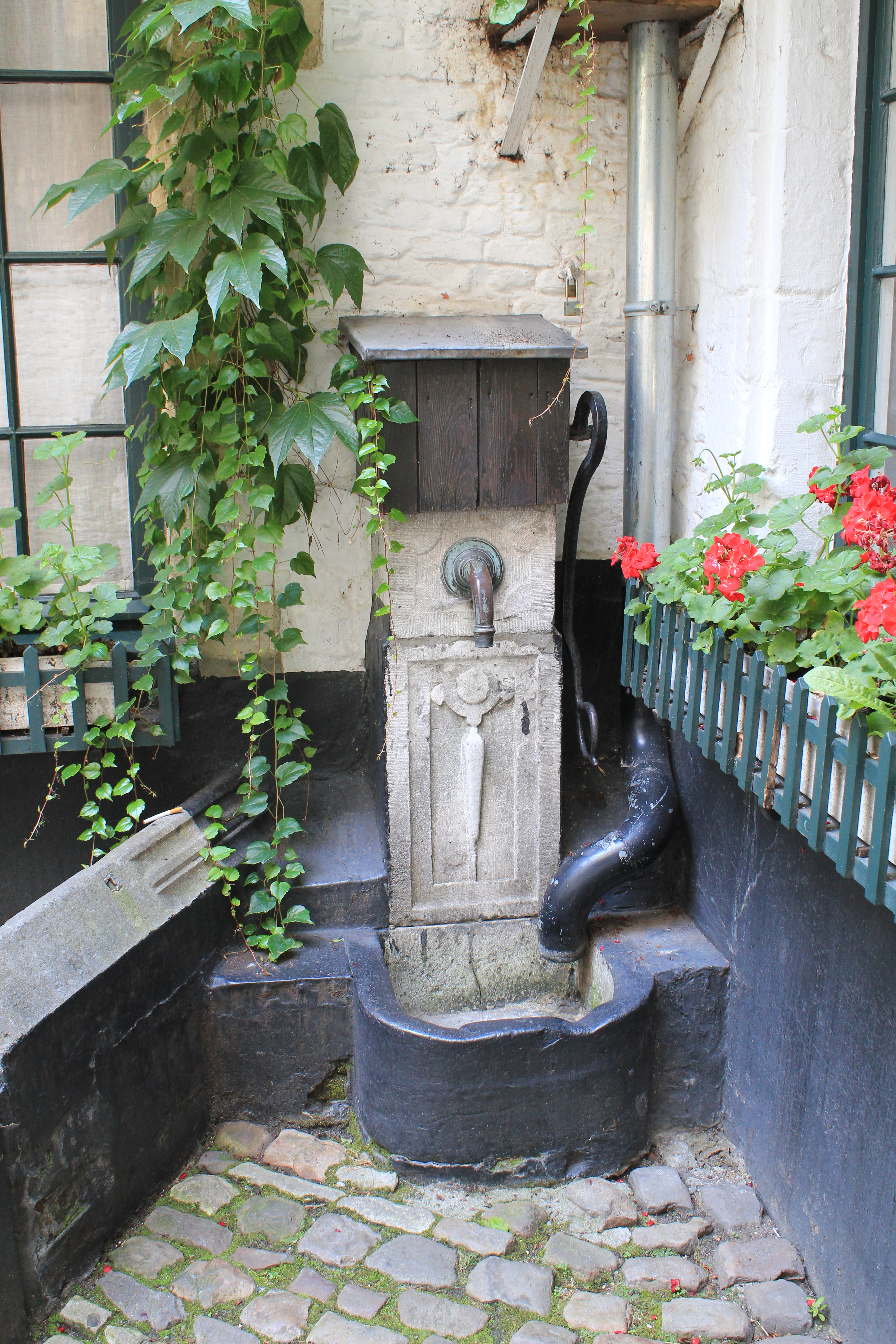
Waterpomp
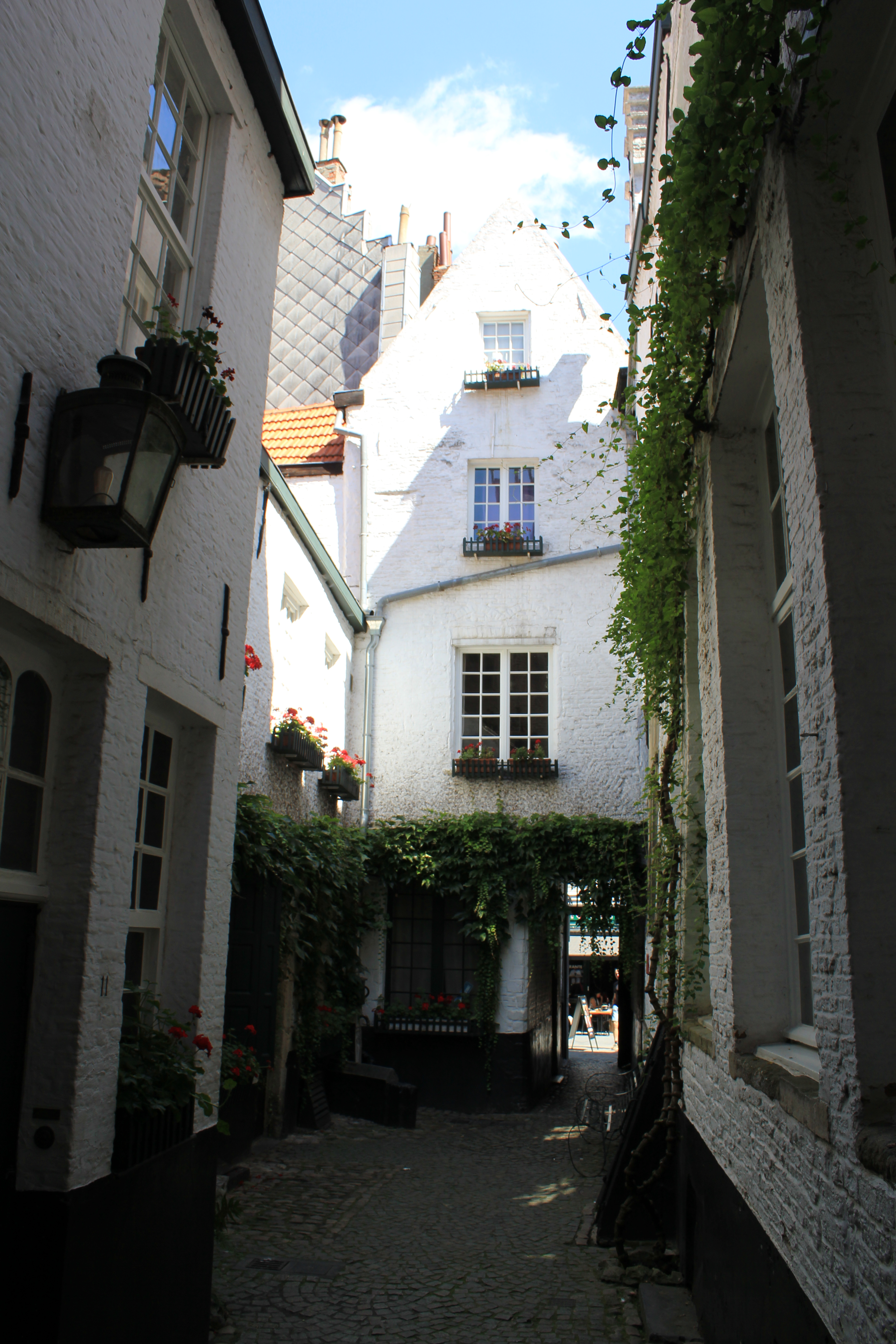
eerste binnenplaats met doorgang naar de Oude Koornmarkt
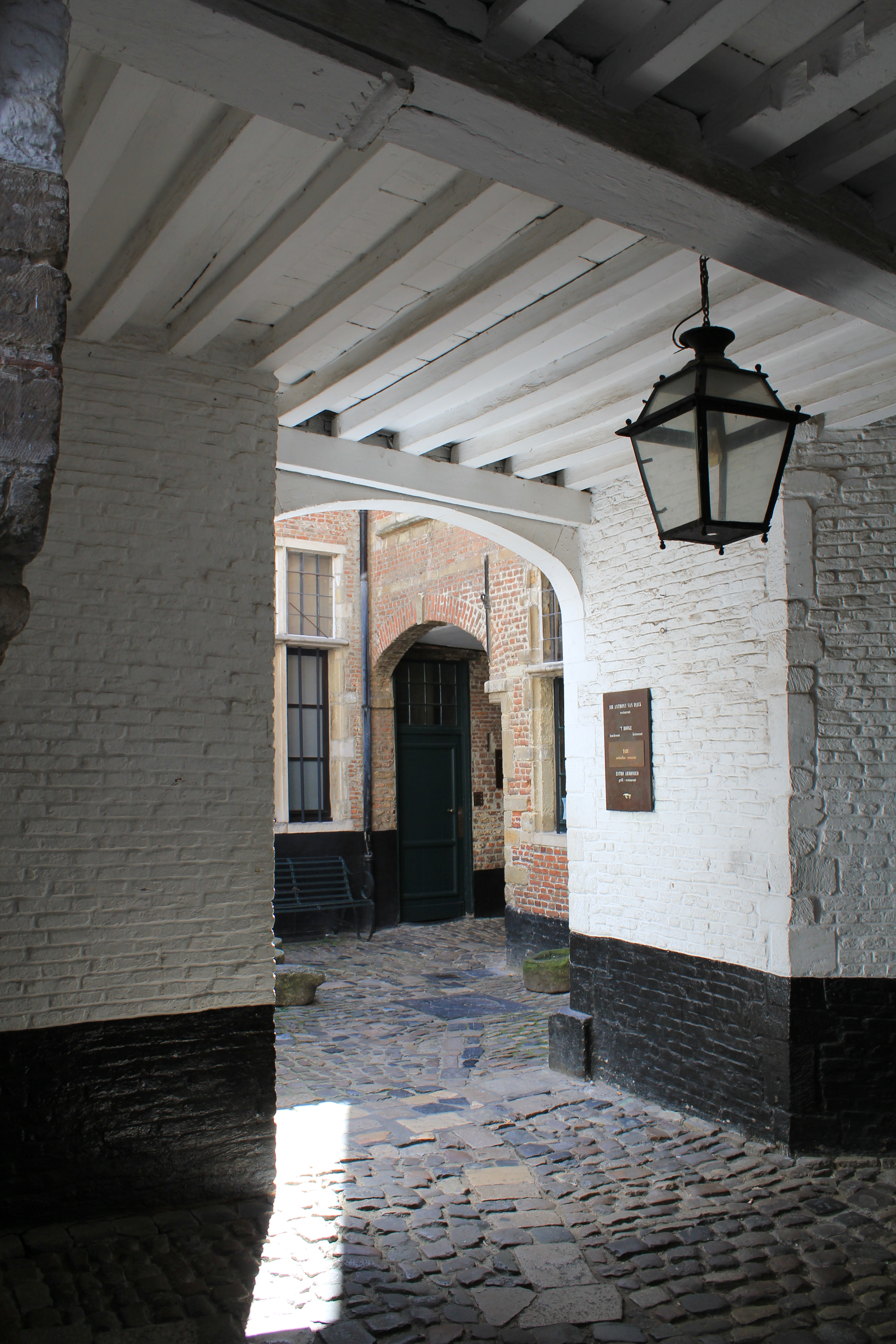
tweede binnenplaats
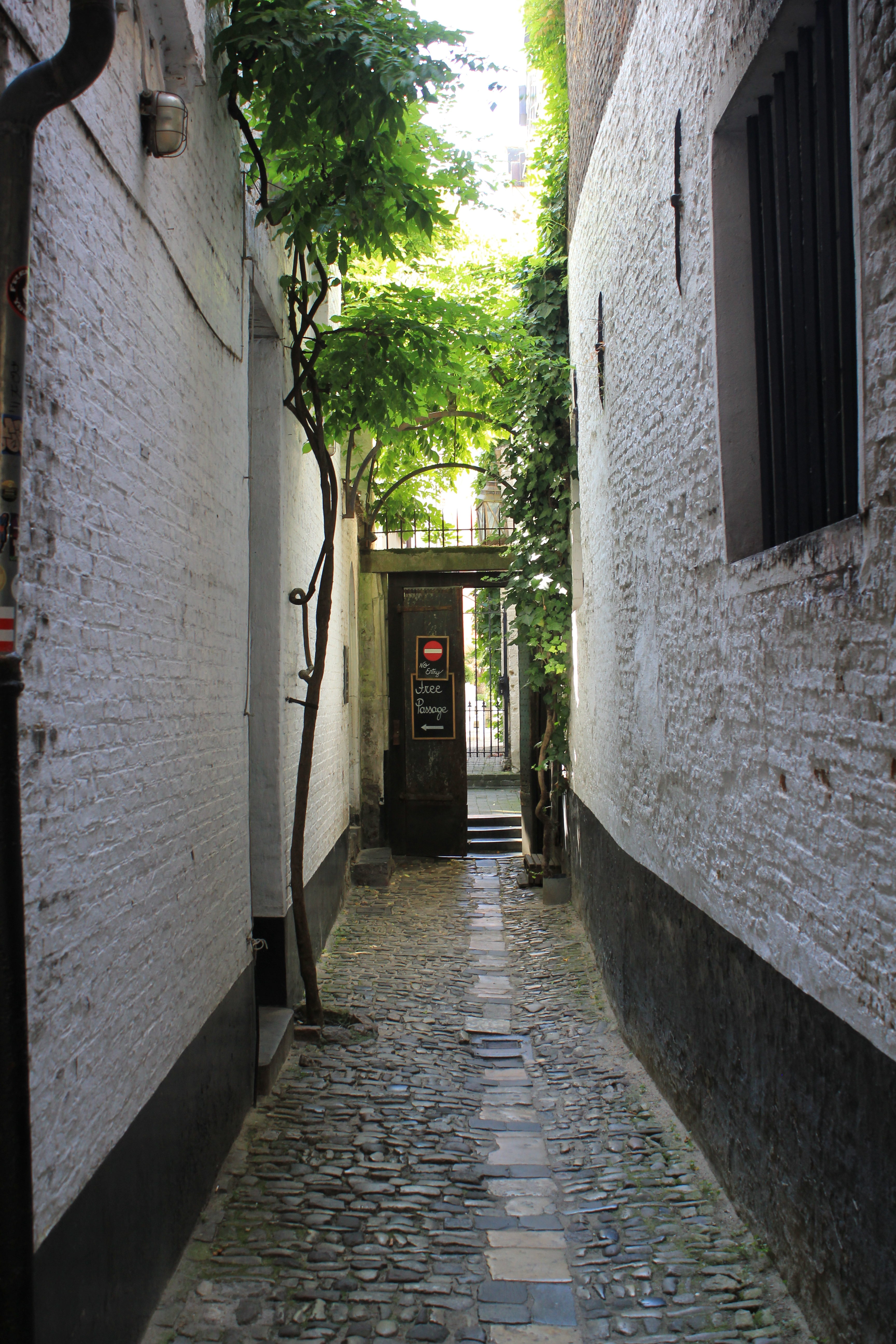
links de doorgang naar de Pelgrimstraat en rechts de doorgang naar de Hoogstraat
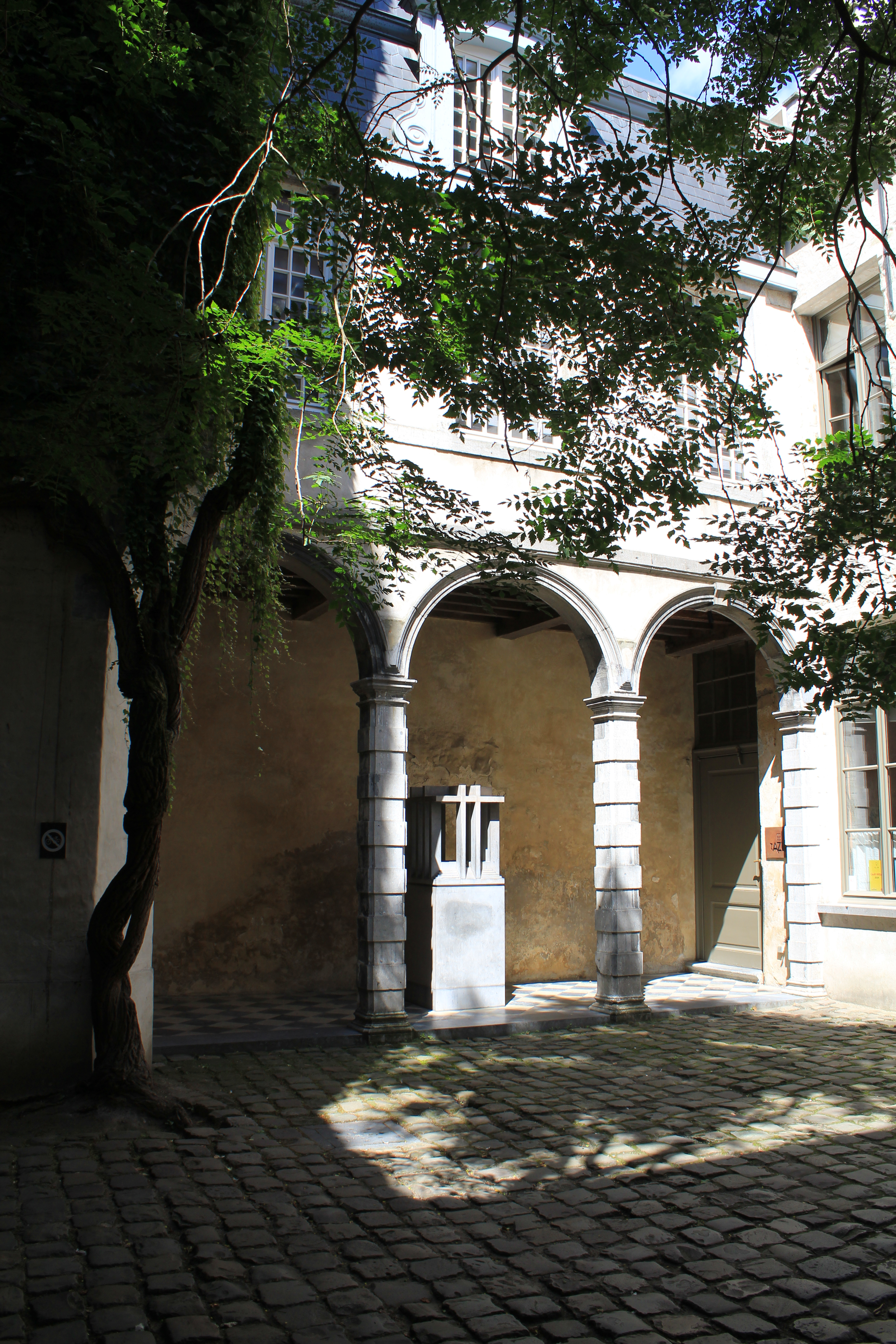
laatste binnenplaats aan de Pelgrimstraat